# Elddon

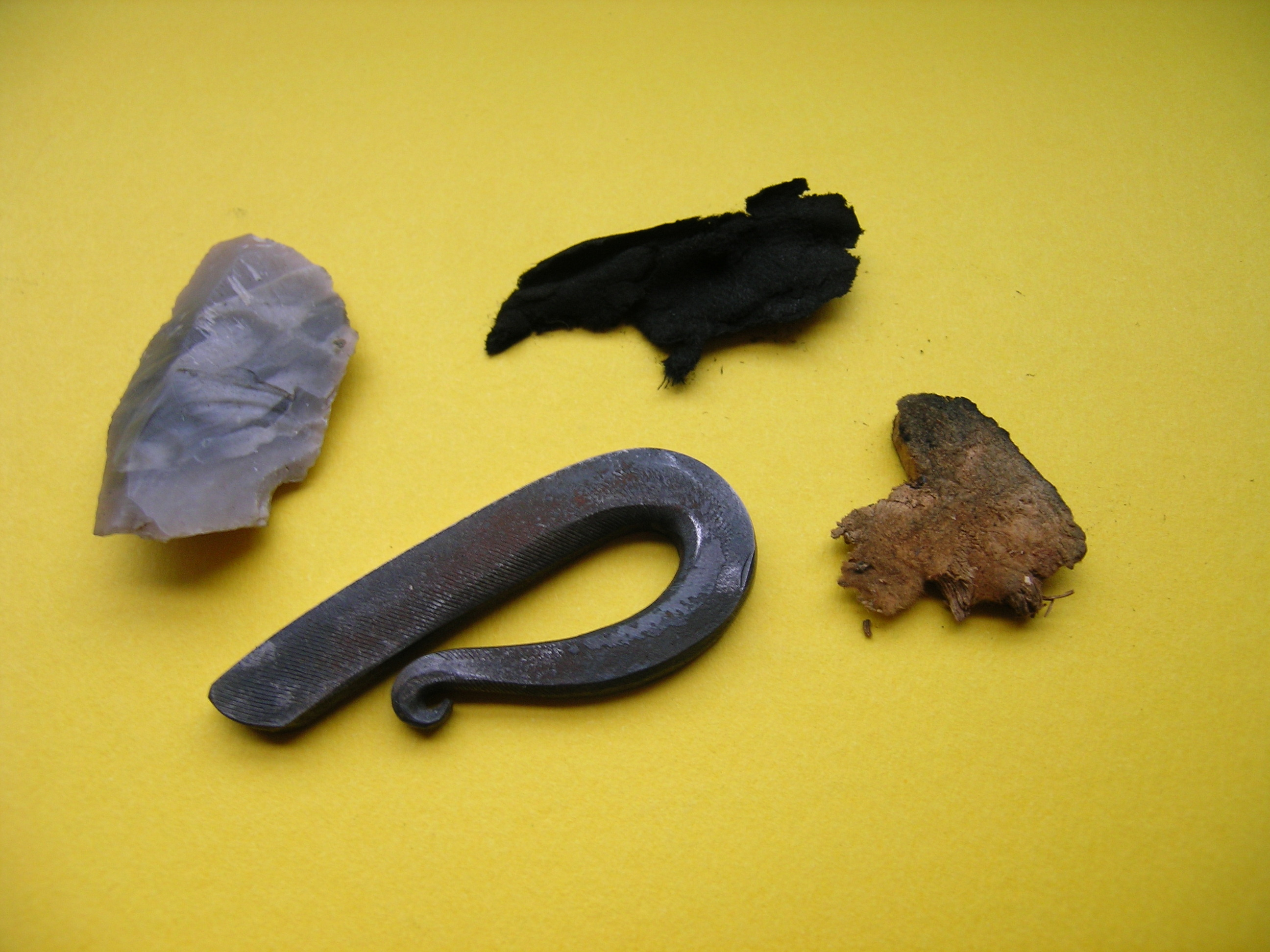
Klassiskt elddon bestående av flinta, förkolnat linne, fnöske och eldstål av enknogestyp.

Ett elddon är i vidsträckt mening vilket som helst redskap, även till exempel tändstickan, som används för att få bränsle att fatta eld.
I regel menar man dock en samling redskap, som tillsammans kan åstadkomma eld, i regel av äldre slag. Det klassiska elddonet består av:
- Eldstål, smitt av kolstål.
- En bit kvarts, alternativt flinta, att slå eldstålet mot.
- Fnöske, dvs. material som kan fånga upp gnistan.[a]
- Tände, dvs. material som kan få gnistan att utveckla eld
- En läderpung, påse eller en träask som redskapen är samlade i. Pungen förvarades ofta i fickan. Den särskilda asken kallades bland annat ”fyrskrin” eller ”skörask”.[4]

När redskapen samlas i en påse kallas denna hellre eldpåse än elddon. Denna är ofta egentillverkad i vattentåligt material.  Förutom ovanstående kan den också innehålla:
- Ljusstumpar
- Törestickor
- Näver
- Tändstickor

## Äldre elddon
Före järnåldern användes framför allt pyrit, järnsulfid (FeS2) för att slå gnistor. Under gynnsamma förhållanden är pyrit till och med självantändande. Brons och koppar (som var tillgängliga under bronsåldern) ger inte gnistor.
Det äldsta fynd av elddon som gjorts gäller den så kallade Ismannen Ötzi, som daterats till cirka 5200 år sedan och som bevarats i glaciärisen i den italienska Sydtyrolen på en höjd av drygt 3200 meter över havet. Förutom pilbåge med tillbehör, bärmes, läderremmar och tvinnade snören hade Ismannen även näverbehållare, fnöske och elddon av pyrit och flinta.
Med järnåldern kom eldstålet att ersätta pyriterna. Det järn som fås vid blästbruk (före masugnen) har låg kolhalt, likt kolstål, och duger bra som elddon. Det är svårt att åstadkomma gnistor med rent järn.

## Alternativa elddon
Principen för eldstål med tände finns överförd till många andra konstruktioner. En snarlik konstruktion är flintlåset hos bössor, som utvecklades på 1600-talet. Flintlåset kopierade handrörelserna vid eldslagning. Från konstruktionen utvecklades Döbereiners lampa och Fürstenbergs vätgaselddon och i förlängningen även de moderna tändarna.
Det tillverkades även "väckarklockor", där väckningstiden ställdes in med brinntiden hos ett ljus. En krutladdning exploderade när det var dags att bli väckt.
Eldborren är ett annat alternativt elddon. Den består av ett handtag, en spindel (axel), ett bröst och en pinne eller båge med en sträng. Elden genereras med friktionsvärme. En enklare form utgör handborren, en spetsad sticka som roteras mot en platta mellan handflatorna. Handborren genererar dock mindre värme och är därför inte lika pålitlig som eldborren.

## Fotnoter
1. ↑  Vanligtvis fnösktickans innanmäte kokat i lut.

## Bildgalleri

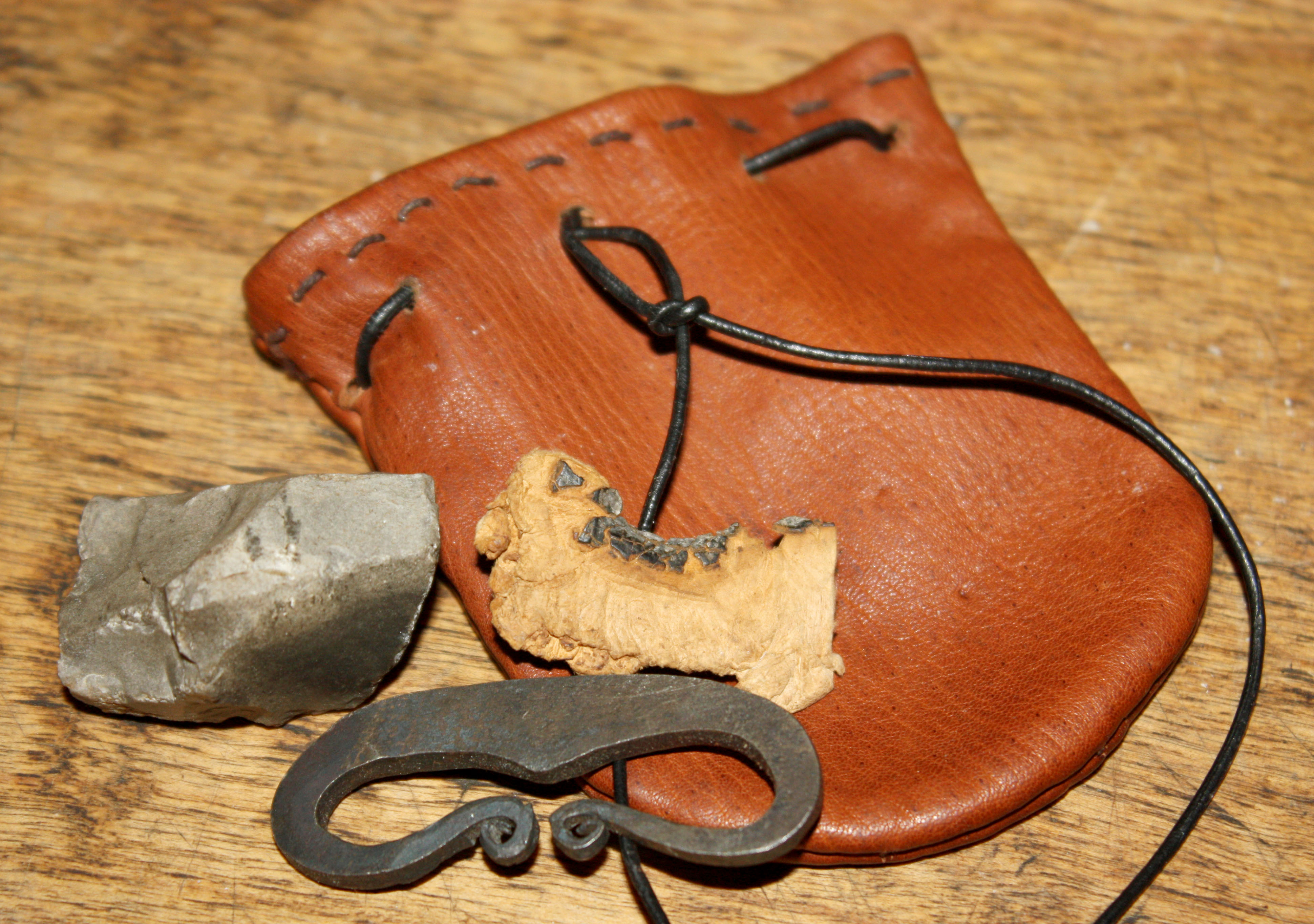
Ett elddon bestående av flinta, eldstål, fnöske och läderpung.
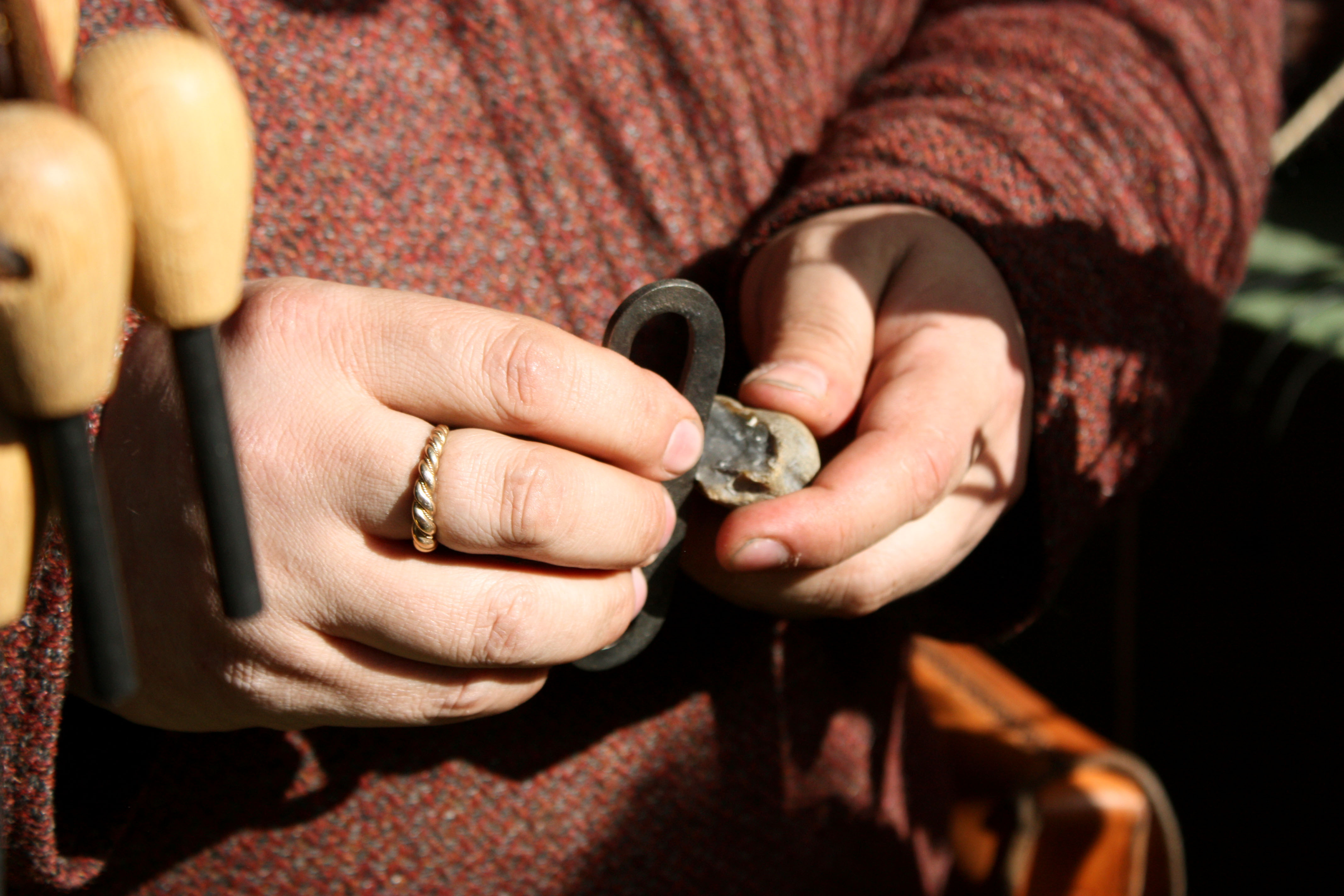
Elddon som antänds.
Elddon 1750-1810.
Elddon i flintlåspistolform.
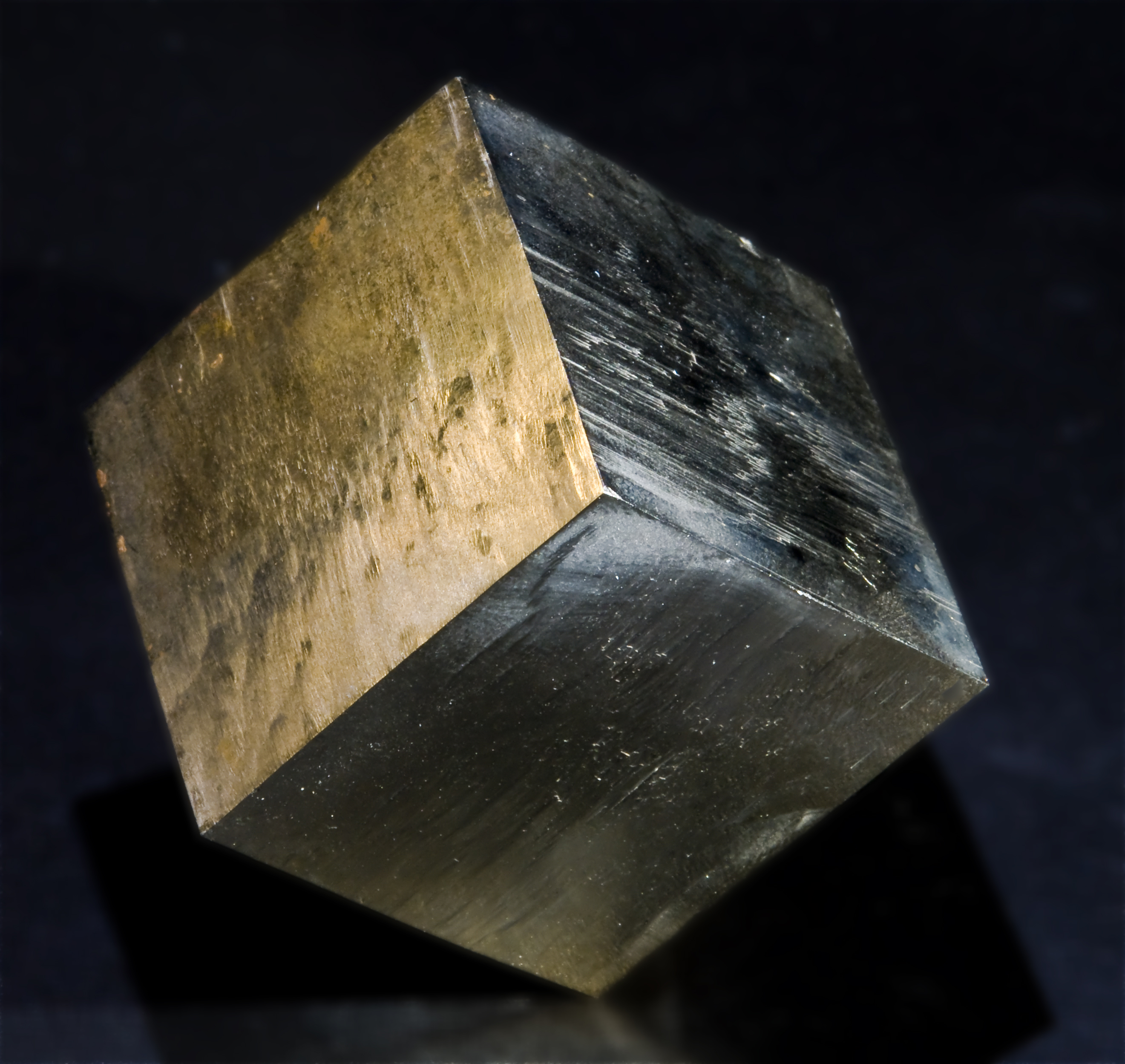
Pyritkub hittad i Spanien.